# Otwieram wino
Otwieram wino – trzeci singel Sidneya Polaka z jego debiutanckiego albumu nazwanego jego imieniem wydany 13 lipca 2004 roku.
Autorem tekstu i zarazem wykonawcą piosenki jest Sidney Polak, który skomponował muzykę wraz z raperem Pezetem. Utwór był notowany na 10. miejscu na Liście Przebojów Programu Trzeciego, także na Szczecińskiej Liście Przebojów (1. miejsce) oraz na liście przebojów Wietrznego Radia (3. miejsce).
Utwór znalazł się także na płytach: Kultowe Wakacyjne Przeboje Radia Wawa, Radio Wawa, Muzyczne Biuro Zamówień oraz do ścieżki dźwiękowej filmu pt. Tylko mnie kochaj.

## Twórcy
- Wokal: Sidney Polak
- Tekst i słowa: Sidney Polak, Pezet
- Kompozytor: Sidney Polak